# Adyar Dag
Adyar Dag is voor leden van de Theosofische Vereniging een bijzondere herdenkingsdag en wordt gevierd op 17 februari.

## Geschiedenis
In 1907 overleed Kolonel Henry Steel Olcott. Hij was, samen met Helena Petrovna Blavatsky en William Quan Judge, medeoprichter van de Theosophical Society in 1875. 
Kolonel Olcott was tevens de eerste internationale President van de vereniging.
Na zijn dood werd een monument opgetrokken, op de plaats waar hij gecremeerd werd. Elk jaar, op 17 februari verzamelden leden zich aan dit monument. De president van de vereniging sprak enkele woorden en door de aanwezigen werden bloemen neergelegd. Oorspronkelijk was 17 februari de Olcott Dag.
In 1916 veranderde deze traditie. De leden verzamelden zich om 07.10 uur in de grote hall van het hoofdkwartier in Adyar. Ze stonden, in een halve cirkel, rond het standbeeld van Blavatsky en Olcott, twee stichters van de vereniging. Om 07.17 uur, tijd waarop in 1907, Kolonel Olcott zijn laatste adem uitblies, sprak de internationale presidente, Annie Besant een paar woorden. Daarna kwamen alle vertegenwoordigers van de verschillende religies aan de beurt om hun dank uit te spreken. De ceremonie werd afgesloten met het neerleggen van bloemen door alle aanwezigen.
Begin jaren 1920 kwam Fritz Kunz, echtgenoot van voormalig president Dora Kunz, terug in de Verenigde Staten na een reis in India. Hij stelde dat Adyar de Moeder was van alle Theosofen en dat haar noden op de eerste plaats moeten komen. Als gevolg van zijn verhaal werd een Adyar fonds opgericht. Een comité werd aangesteld om geld in te zamelen. Dit geld was bedoeld als steun en hulp aan Adyar voor onder andere de bouw van gebouwen. De eerste onofficiële Adyar Dag werd gehouden op 17 februari 1923 in de Verenigde Staten. Het toen ingezamelde geld werd naar Adyar gezonden.
Op suggestie van Madame de Manziarly, verklaarde Annie Besant in 1925 dat elk jaar 17 februari Adyar Dag zou gevierd worden. De eerste officiële Adyar Dag werd gehouden in 1926. Voor die gelegenheid werd een pamflet uitgegeven met mooie kleur en zwart-wit foto’s van het domein. Dit domein is een stukje serene schoonheid, omringd door lawaai en chaos van de stad Chennai.

## Huidige herdenkingsdag
Ook nu nog wordt Adyar Dag elk jaar gevierd. 
Op die dag worden in het hoofdkwartier in Adyar alle vlaggen van de nationale afdelingen gehesen. Iets voor 7 u 's morgens is een bijeenkomst in de met bloemen versierde grote hal. Na een korte toespraak worden gebeden van de wereldgodsdiensten gezegd.
Het is niet meer enkel de herdenking van de dood van Kolonel Olcott of een dag om geld in te zamelen. Voor leden van de Theosofische Vereniging is het een dag in herinnering aan hen die hen voorgingen, zij die hun leven ten dienste stelden van de Theosofie en die de theosofen een heel speciaal geschenk nalieten: Adyar.
Worden herdacht:
- 17 februari 1600: Giordano Bruno, gestorven op de brandstapel.
- 17 februari 1847: Geboorte van Charles Webster Leadbeater.
- 17 februari 1907: Overlijden Kolonel Henry Steel Olcott.
- 17 februari 1953: Benoeming Nilakantha Sri Ram als 5de internationale president.
- 17 februari 1986: Overlijden Jiddu Krishnamurti.